# Pizzaiola
La carne pizzaiola o carne alla pizzaiola (‘carne al estilo pizza’), a veces denominada simplemente pizzaiola, es un plato derivado de la tradición napolitana que presenta carne (a menudo cortes de carne de res menos costosos) cocinada con tomates, aceite de oliva, ajo y vino blanco el tiempo suficiente para ablandar la carne. Algunas versiones también pueden incluir pasta de tomate, orégano y albahaca.

## Historia
La historia de la pizzaiola es algo incierta, aunque su origen más probable es que sea napolitana. La receta se hizo muy popular y ha sido objeto de muchas reinterpretaciones. El éxito de esta particular preparación radica no solo en su facilidad de ejecución, sino también en el hecho de que, una vez terminada, puede utilizarse como salsa para la pasta.

## Receta
Entre la amplia variedad de recetas, una versión de preparación sería:

### Ingredientes[8]
- 4 rebanadas de carne
- 500 g tomates o tomates cherry
- 2 dientes de ajo
- abundante orégano seco o albahaca
- abundante aceite de oliva virgen extra
- sal
- aceitunas negras

### Preparación
Calentar el aceite en una sartén y sofreír ligeramente el ajo picado grueso. Añadir los tomates cortados en gajos y la sal. Cuece todo durante unos veinte minutos, a fuego medio y tapado. Luego agregar el orégano y las rebanadas de carne (filete, paletilla o rabadilla), y terminar de cocinar. La salsa resultante, una vez retiradas las rebanadas, puede utilizarse para condimentar espaguetis o fideos.